# Redmond Gerard
Redmond „Red“ Gerard (* 29. června 2000, Rocky River, Ohio, USA) je americký snowboardista.
Na olympijských hrách v Pchjongčchangu roku 2018 vyhrál závod ve slopestylu. Stal se prvním medailistou ze zimních olympijských her narozeným v novém tisíciletí. Jeho vystoupení na OH provázela řada skandálů. Před závodem zaspal ve svém hotelovém pokoji poté, co se večer předtím zpozdil na večírku a pak do noci koukal na seriál Brooklyn 99 na Netflixu. Ztratil též oficiální sako výpravy a byl nucen si ho půjčit od svého spolubydlícího. Po výhře pak použil vulgární výrazy v živém televizním vysílání. Krom slopestylu jezdí i big air, ale v prvé z disciplín je úspěšnější a má z ní i stříbro z X Games, z roku 2020, a v roce 2017 v ní celkově vyhrál světový pohár.
Žije v Silverthorne v Coloradu, kde má na svůj vlastní miniaturní snowboardový park i s vlekem.